# Kuniesaurus albiauris
Kuniesaurus albiauris — вид ящірок родини сцинкових (Scincidae). Описаний у 2019 році.

## Поширення
Ендемік Нової Каледонії. Мешкає на невеликій ділянці прибережного дощового лісу на острові Пен.